# Habra (Indien)
Habra (Bengalisch: হাবরা) ist eine Stadt im indischen Bundesstaat Westbengalen mit 147.221 Einwohnern (Volkszählung 2011). Sie liegt im Distrikt Uttar 24 Pargana und befindet sich nördlich von Kolkata.

## Bevölkerung
Der Anstieg der städtischen Bevölkerungszahlen beruht im Wesentlichen auf der Zuwanderung von Familien aus ländlichen Regionen.
| Jahr      | 1991    | 2001    | 2011    |
| Einwohner | 100.223 | 127.602 | 147.221 |

Habra hat ein Geschlechterverhältnis von 974 Frauen pro 1000 Männer und damit einen für Indien häufigen Männerüberschuss. Die Stadt hatte 2011 eine Alphabetisierungsrate von 89,98 % (Männer: 92,99 %, Frauen: 86,90 %).  Die Alphabetisierung liegt damit weit über dem nationalen Durchschnitt und dem von Westbengalen. Knapp 98,2 % der Bevölkerung sind Hindus, ca. 1,4 % sind Muslime, ca. 0,1 % sind Christen und ca. 0,2 % gaben keine Religionszugehörigkeit an oder praktizierten andere Religionen. 7,9 % der Bevölkerung sind Kinder unter 6 Jahre. 31,3 % leben in Slums und Elendsviertel.

## Infrastruktur
Die Stadt hat einen Bahnhof, die sie mit Kolkata und dem Rest Indiens verbinden.